# Netelia laticeps
Netelia laticeps là một loài tò vò trong họ Ichneumonidae.